# 実体顕微鏡

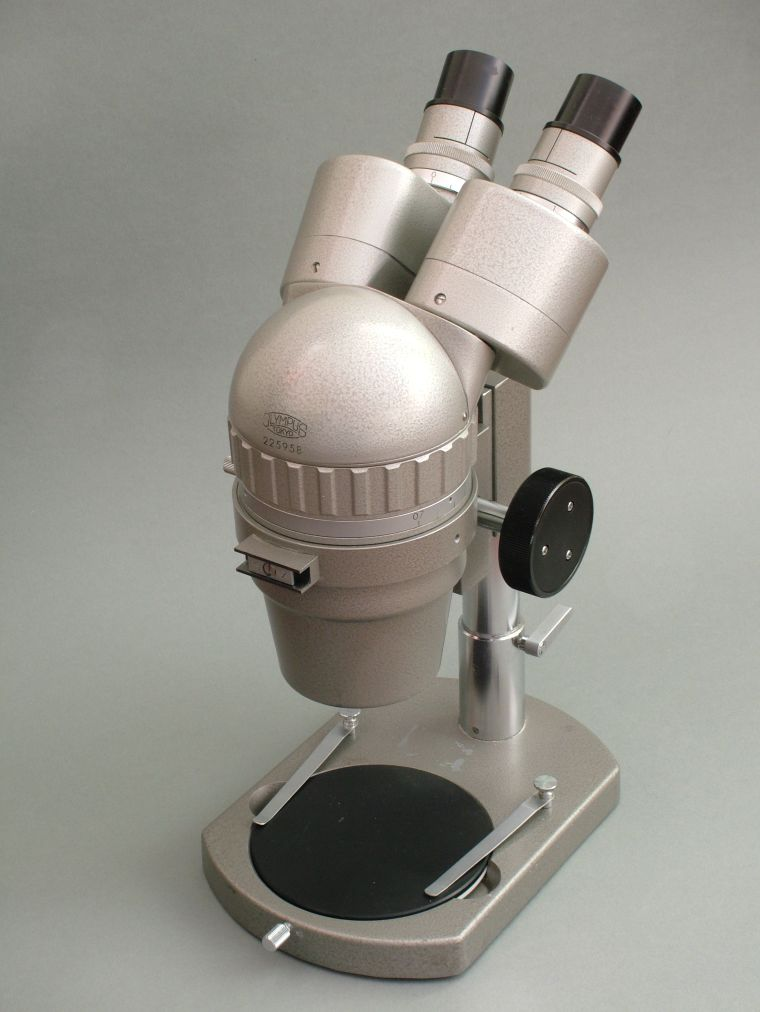
オリンパス社製の実体顕微鏡

実体顕微鏡（じったいけんびきょう、英：Stereo microscope）とは、比較的低倍率（2-30倍程度）で、観察対象を薄切標本（プレパラート化）などにせず、そのままの状態で観察するための顕微鏡である。
顕微鏡観察を行いながら解剖などの作業する場合などにも使われるので、対物レンズから接眼レンズまで双眼で、立体視が可能なものもある。これを双眼実体顕微鏡ともいう。たとえば、脳外科手術用の顕微鏡などもこれに類するものである。
普通は落射照明によって物体表面を観察するように使うが、透過光を用いる場合もあり、この両方の光源を組み込んだ装置もある。

## 概要

### 用途

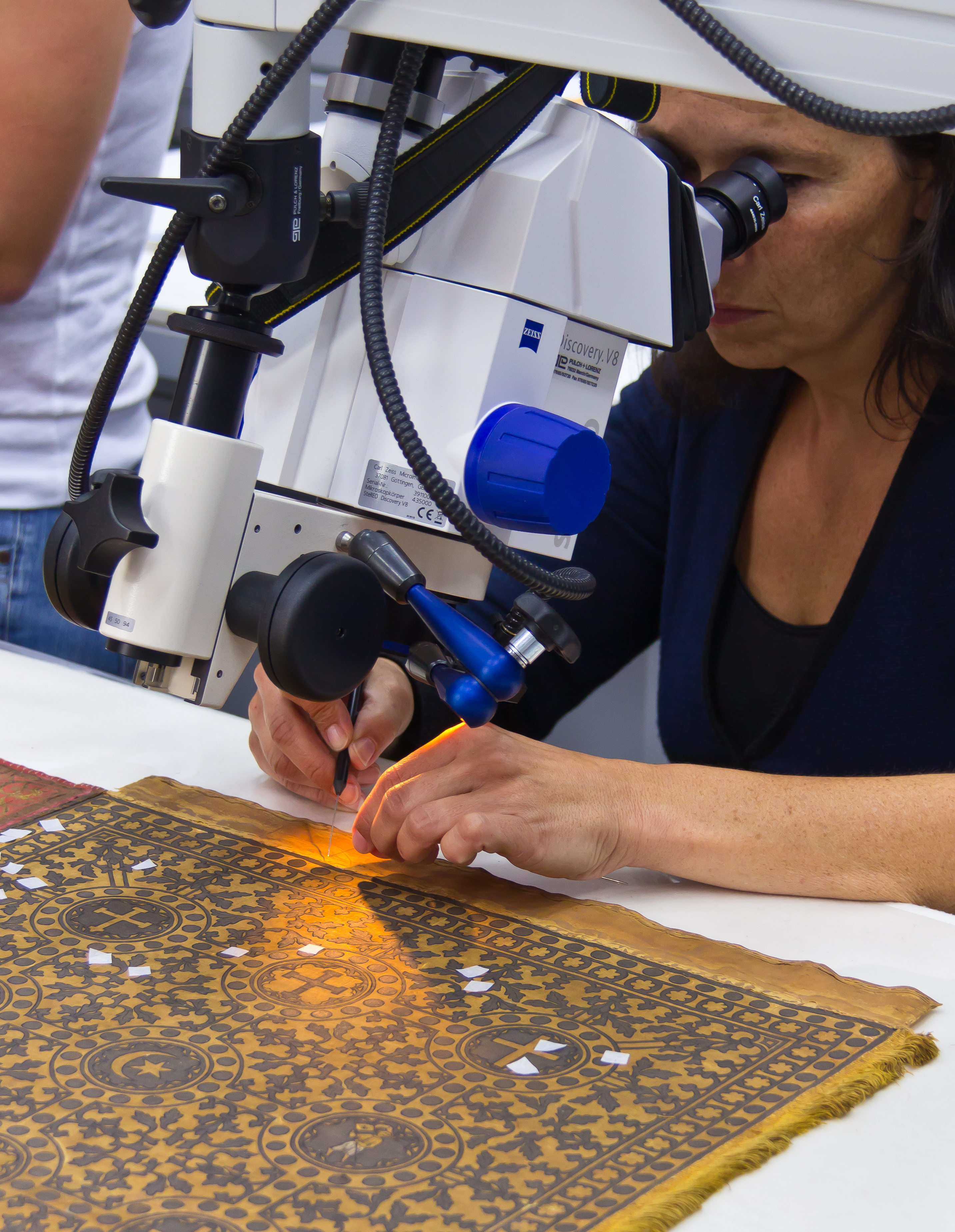
15世紀のケルン市旗の緩んだ繊維を補強し、色調を維持する作業がツァイス社製 Discovery V.8 実体顕微鏡を使って行われている。

実体顕微鏡は、生物学、顕微鏡手術、脳神経外科手術、眼科では眼底検査用の細隙灯顕微鏡、法医学の解剖、歯科技工、固体試料表面の観察、時計製造、回路基板製造や検査、破壊検査での破断面観察のような接近作業を行うために使用される。製造業では、製造、検査、品質管理などに広く使われている。昆虫学での生態の観察、考古学や美術品などの修復作業にも重要な役割を担い、欠かせない道具である。また、光学顕微鏡や電子顕微鏡で使用する観察対象の薄片製作器ウルトラミクロトームにも使用することができる。
普通は落射照明によって物体表面を観察するように使うが、透過光を用いる場合もあり、この両方の光源を組み込んだ装置もある。
実体顕微鏡は、二重接眼レンズとビノビュアーを備えた複眼顕微鏡と混同してはならない。このような顕微鏡では、両目で同じ像を見ることができ、2つの接眼レンズはより快適な観察を可能にする役割を担っている。しかし、このような顕微鏡でも、単眼の接眼レンズで見るのと何ら変わりはない。

## 開発の歴史

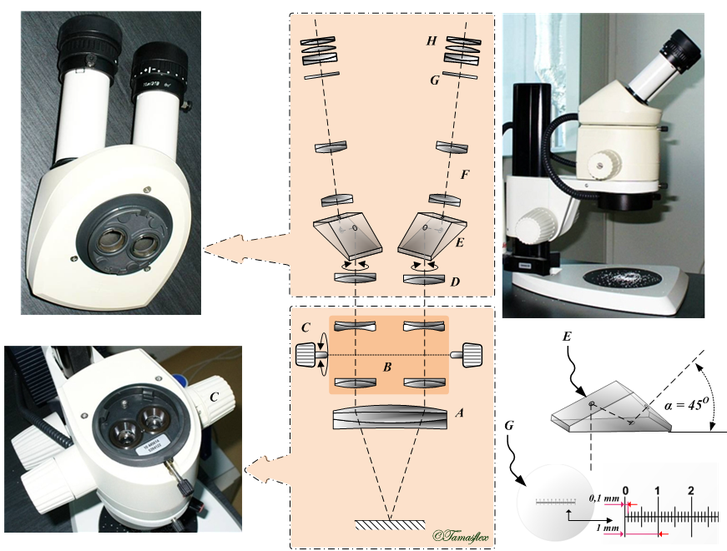
実体顕微鏡の2つのタイプの光線経路

実体顕微鏡には、2つの設計原理が適用されている。

### グリーノウ型
最初の実体顕微鏡であるグリーノウ型顕微鏡は、1892年に、アメリカの動物学者ホレーシオ・サルトンストール・グリーノウによって発明・提案され、1896年にドイツのイエナにあるカール・ツァイス AGによって製造され市販された。イエナのカール・ツァイス社で初めて製造された。
グリーノウは、有名な彫刻家ホレーシオ・グリーノウの息子として、マサチューセッツ州ボストンのエリート街で育った。 生活に追われることなく、科学の道を志し、フランスに移住した。ブルターニュ海岸コンカルノーにあるコンカルノー海洋観測所で、元国立自然史博物館館長のジョルジュ・プーシェの指導を受け、当時の新しい科学の理想である実験に影響を受けた。動物学者、解剖学者、形態学者にとって、死体や準備された標本の解剖が主な関心事であったが、グリーノウがコンカルノーに滞在している間に、生きている生物や発生中の生物の実験に関心が戻ってきた。そうすれば、胚の発生を石化した二次元の標本としてではなく、実際に発生した胚を観察することができる。無脊椎動物である海洋生物の胚の立体感と相対的な大きさを正しく表現するためには、新しい顕微鏡が必要であった。それまでにも、シェルバン・ドルレアンやペーター・ハルティンクが実体顕微鏡の製作を試みていたが、光学的に洗練されたものはなかった。さらに、1880年代までは、このような低解像度の顕微鏡を必要とする科学者はいなかった。
グリーノウは、コンカルノー研究所の同僚であるローラン・シャブリが、生きた胚を回転させて操作する複雑な機構を構築しようとしたことに影響を受け、独自の装置を考案した。グリーノウは、チャールズ・ホイートストンが奥行き知覚の原因として双眼性を発見したことを踏まえ、立体視現象を念頭に置いた装置を設計した。
このタイプでは、両光路は設計上完全に分離されている。ステレオ角度は、光軸が互いに約14°傾いている共通のマウントにある2枚のレンズによって作られる。このタイプは、価格が安く画質が良いことが特徴である。

### アッベ型
エルンスト・アッベに端を発する、結像が倒立しない望遠鏡型は、カール・ツァイス・イエナの実体顕微鏡SM XX "シトプラスト "で初めて実現されたもので、1936年にイエナで開発されたが、戦後の工場再建により1946年まで連続生産が不可能だった。特徴的なのは、両光路に大口径の共通主レンズを採用したことである。ステレオ角度は、主レンズ後方の開口部を利用して、11°の角度でレンズを通過する端光線のみを用いて像を結ぶ。中間像は無限遠にある。そのため、接眼レンズの前に追加のチューブレンズが必要である。この設計原理の利点は
倍率に関係なく一定の作動距離
同軸照明、描画、顕微鏡写真用の追加装置を簡単に取り付けることができる。
無限遠光路のローラーに取り付けられた望遠鏡システムにより、倍率を容易に変更できる。
これは、収束レンズと発散レンズからなるガリレオ式またはオランダ式望遠鏡と同じである。一方、グリーノウ型では、パンクラチックズームシステムが普及している。
テレスコープ原理のデメリットは
光軸に対して斜めにレンズを通過する光線路のため、画像品質がやや劣る。
いわゆるドーム効果。平らな物体（スレートの中の化石やプリント基板など）が、視野の湾曲とそれに伴う強い挟み込み歪みによって、特に低倍率で強く湾曲して見える。この誤差は、より高価な平面レンズを使った新しい装置ではほぼ修正されている。

### 特殊な形態
ツァイス・ゲッティンゲンは、望遠鏡型実体顕微鏡用に、共通の主レンズの代わりに装着できる特殊なダブルレンズを提供した。これにより、グリーノウ型の画質面での利点を望遠鏡型でも利用できるようになった。
また、少なくとも顕微鏡写真では、主対物レンズの光軸が撮影光路と一致するまで、主対物レンズを撮影光路側に移動させることで画質を向上させることができる。こうすることで、マクロスコープ（後述）やグリーノウ型顕微鏡のように、光軸に近い光線が画像生成に使われるようになり、画像誤差を最小限に抑えることができる。これは、平行無限遠光路の主対物レンズと顕微鏡本体の間に挿入されるスライドマウント（例えばWild/Leica、Askania）により実現される。

## 通常の光学顕微鏡との違い
実体顕微鏡の照明は、通常の複眼顕微鏡とは異なり、透過照明（ダイアスコープ）ではなく、反射照明（物体を透過する光ではなく、物体の表面から反射する光）を用いることがほとんどである。物体からの反射光を利用することで、通常の複眼顕微鏡では厚すぎる、あるいは不透明な標本も観察することができる。実体顕微鏡の中には、透過光照明が可能なものもあり、通常は、対象物の下にある透明なステージの下に電球やミラーを設置するが、通常の複眼顕微鏡とは異なり、透過光はほとんどのシステムでコンデンサーを通して集光しない。 特別な装備の照明器を備えた実体顕微鏡は、反射光と透過光のいずれかを使用して暗視野顕微鏡検査に使用できる。
このタイプの顕微鏡では、ワーキングディスタンスと被写界深度の広さが重要な要素となる。解像度が高いほど（隣接する2点を区別できる距離が長いほど）、被写界深度やワーキングディスタンスは小さくなる。実体顕微鏡の中には、通常の複眼顕微鏡の10倍の対物レンズと10倍の接眼レンズに匹敵する100倍までの有用倍率を実現できるものもあるが、倍率はもっと低いことが多い。これは、通常の光学式透過複眼顕微鏡の10分の1程度の分解能に相当する。
低倍率での大きな作動距離は、特に後述する光ファイバー照明を使用して、大きな固体物体の破断面などを検査するのに有効である。また、このようなサンプルは、興味のある箇所を決定するために簡単に操作することができる。

## 倍率
実体顕微鏡の倍率方式は大きく分けて2種類ある。一つは固定倍率で、対物レンズの組合せで一次倍率が設定されているもので、もうひとつは、ズーム式やパンクラチック式と呼ばれるもので、一定の範囲内で連続的に倍率を変化させることができる。ズーム式は、補助対物レンズを使用することで、設定された倍率で倍率を上げることができる。
固定式、ズーム式ともに、接眼レンズを交換することで倍率を変化させることができる。
固定倍率とズーム倍率の中間に位置するのが、ガリレオの「ガリレオ光学系」と呼ばれるシステムで、光路に固定焦点の凸レンズを並べることで固定倍率を実現しているが、同じ間隔の光学部品を物理的に反転させると、固定倍率ではあるものの、異なる倍率になるという重要な特徴がある。これにより、1組のレンズで2種類の倍率を、2組のレンズで4種類の倍率を1つの対物レンズ切替機構（ターレット）に、3組のレンズで6種類の倍率を1つのターレットに収めることができる。実際の経験から、このようなガリレオ光学系は、アナログの目盛りを読まなくても、使用する倍率を設定値として知ることができるという利点があり、かなり高価なズームシステムと同じように使えることがわかる。

## 照明、アクセサリー

### 照明器具・アクセサリー
実体顕微鏡では、被写体を上から照らすのが一般的であるが、生物観察用などでは、透過光照明が基台部に組み込まれていたり、追加オプションで用意されていたりすることもよくある。高級機種では透過照明装置では、暗視野照明、上下からの光が混在した状態での作業も可能なものがある。望遠鏡タイプの実体顕微鏡では、同軸照明によって物体の凹部（被検査物の穴など）を照らすことができるし、影のない照明のために、対物レンズにクランプするリングライトも用意されている。
発生生理学の研究では、UV光源を使用することが多く、オプションとして、1つまたは複数の遠隔冷光ランプ（スポットライト）が使用される。
地質学で岩石の大面積の薄切片を調べる場合、分析装置と挿入可能な補助物体（ラムダプレート）を備えた、取り付け可能な偏光ターンテーブルがある。アナライザーは、対物レンズの前方で底部に固定される。
生物学の準備作業では、大きな対象物を観察するためのフリーアーム三脚など、さまざまな交換可能な三脚が用意されている。
小さな標本では、特に高倍率での強い照明が必要であり、通常、発熱が小さい光ファイバー光源が使用される。光ファイバー照明は発光部分にハロゲンランプを使用しており、与えられた入力電力に対して高い光出力が得られる。ランプは小型なので顕微鏡の近くに簡単に設置できるが、電球の高温を改善するために冷却が必要な場合がある。光ファイバーストークは、試料に適した照明条件を自由に選択することができる。ストークはシースに包まれており、好きな位置に移動して操作することが容易である。ストークは通常、照明された先端が試料に近づいても顕微鏡の画像を邪魔することはない。
破面の検査では、表面の特徴を強調するために斜めの照明が必要になることが多く、光ファイバーライトはこの目的にも最適である。このような光ファイバーライトは、同じ標本に何本も使用することができるので、照度をさらに高めることができる。
最近では、ハロゲンよりもエネルギー効率が高く、さまざまな色の光を発することができるハイパワーLEDを採用し、ハロゲンや水銀灯では不可能な生体試料の蛍光体分析ができるようになったため、解剖顕微鏡用照明の開発が進んでいる。

### デジタル表示
ビデオカメラを内蔵した実体顕微鏡もあり、拡大した画像を高解像度のモニターに表示することが可能である。この大型ディスプレイは、従来の顕微鏡を長時間使用した場合の目の疲れを軽減するのに役立つ。
また、2台のカメラ（接眼レンズ1個につき1台）で撮影した画像を、内蔵コンピュータが赤・青メガネで見るための3Dアナグリフ画像や、クリアメガネや色精度を高めるクロスコンバージド処理に変換する装置もある。その結果は、メガネをかけて見ることができる。より一般的には、接眼レンズの1つに取り付けられた1台のカメラから2D画像が表示される。

## 参照
- 法医学工学（英語版）
- 破面検査（英語版）
- 走査型電子顕微鏡
- 手術用顕微鏡
- 光学顕微鏡
- マクログラフ